# Петя Павлович
Петя Димитрова Павлович е видна музикална педагожка, хорова основателка и диригентка, основоположничка на първата Хорова школа в България.

## Биография
Петя Павлович е родена на 28 септември 1939 г. в Казанлък. Баща ѝ, Димитър Цанев, е любител музикант и сред активните строители на съвременен Казанлък, като допринася за развитието на икономиката и културата на града. През целия си живот той поддържа приятелски връзки с Чудомир и Петко Стайнов. Майка ѝ, Мария Цанева, има също активна обществена дейност. Учи пиано при Лилия Славова и завършва гимназия „Cв. св. Кирил и Методий“ в родния си град.
Още 10-годишна Петя започва да учи пиано при Лили Апостолова и проявява завиден талант. След като завършва гимназия през 1957 г., съвсем млада, е назначена за щатен преподавател в Детската музикална школа. Работи като хоноруван корепетитор, а по-късно и като хормайстор в читалищната оперета.
През 1960 г. Петя се омъжва за д-р Валентин Павлович и приема неговата фамилия. Дъщеря им, проф. Теодора Павлович, става хоров диригент, вицепрезидент на Европейската хорова федерация.
През 1962 г. Павлович е приета за задочна студентка в Теоретичния отдел на Българската държавна консерватория, която завършва през 1967 г. Там учи дирижиране – при Васил Арнаудов, Димитър Русков, Самуил Видас, пиано – при Тамара Янкова и Богомил Стършенов, полифония – при Здравко Манолов, хармония – при Бенцион Елиезер, музикални форми – при Пенчо Стоянов.
Започвайки през 1967 г., сформира 7 хорови състава за 10 години.
За 24 май 1980 г. е удостоена със званието „Заслужил артист“ – „за големи заслуги в хорово-певческото изкуство“.
Петя Павлович е членка на международни журита в България и Полша, членка на УС на Българския хоров съюз от 1990 г. и артистичнаа секретарка на фондация „Петко Груев Стайнов“ до края на живота си.
На 16 декември 2006 г. ръководената от нея Детска формация „Св. Параскева“, София, участва в Панорама на Българското хорово изкуство. След концерта здравословното ѝ състояние се влошава рязко. Петя Павлович почива на 17 май 2007 г.
През 2007 г. посмъртно е удостоена със званието „Почетен гражданин на град Казанлък“.
2010 г., на нейно име, е учредена фондация „Петя Павлович“, чиято цел е да участва в различни национални и международни проекти, свързани с презентацията, подпомагането и развитието на българската музикална култура. Към Сдружението е учреден награден фонд „Петя Павлович“ за поощряване на дейността и развитието на млади творци.

## Музикална кариера

### Първа българска Хорова школа
След като получава висшето си образование (1967), Павлович си поставя амбициозната задача да съживи и стабилизира хоровите традиции на Казанлък. Първата стъпка, която прави, е да сформира детски хор „Искра“, към едноименното Казанлъшко читалище – 1967 се счита за рождената дата на Градския пионерски хор в Казанлък. Една от участничките в този хор е дъщеря ѝ Теодора (проф. Теодора Павлович). Още първите публични изяви на хора показват големия му потенциал за развитие. През 1972 г. Петя Павлович основава и общоградски смесен хор „Петко Стайнов“, към който съществува и камерна формация. В периода 1972 – 1984 г. тя създава и хор на малките „Буратино“, Хор на момчетата, Камерен детски хор „Искра“ и Юношески смесен хор. По този начин стават общо седем съставите, които формират първата в България Хорова школа.
През целия си творчески път Петя Павлович създава хорове от съвременен тип, за които са характерни убедителна връзка между текст и музика и стройна структура на формите.

### Диригентство
От 1985 г. Петя Павлович работи в София, Перник и Хасково. Главен диригент е на формация „Кантус“ при БНТ (1985 – 1992), главен диригент на хор „Морфова-Прокопова“ при Националната библиотека „Св. Кирил и Методий“ (1986 – 1992), диригент на Хор „Темелко Ненков“ – Перник (1985) и смесен хор „Родна песен“ – Хасково (1990 – 1992). От 1992 г. до 2000 г. Петя Павлович работи отново в Казанлък, където подновява работата си с Детски хор „Искра“ и Смесен хор „Петко Стайнов“, като едновременно с това основава в София и Нов Академичен Хор „Св. св. Кирил и Методий“ при СУ, който съществува от 1992 до 1997 г. През 2000 г. тя създава Хоровата школа „Св. Параскева“ при едноименния храм в София, която включва Детски и Младежки състав. След проблемите в Българската църква през 2004 г., съставите са приютени от Националната Художествената Академия в София, тъй като голяма част от хористите са студенти от Академията. Тази Хорова школа Петя Павлович ръководи до смъртта си.
През годините ръководи:
- детски хор „Искра“, Казанлък (1967 – 1985)
- смесен хор „Петко Стайнов“, Казанлък (1972 – 2002)
- професионален женски камерен хор на Българската национална телевизия (1985 – 1992)
- хора на софийските библиотекарки „Морфова-Прокопова“ (1986 – 1991)
- смесения хор „Родна песен“, Хасково (1990 – 1992)

### Репертоар
Всяка формация, под ръководството на Петя Павлович, отбелязва растеж и повишава изпълнителските си възможности. Избраният репертоар на хоровете обхваща произведения от български автори, както и европейска музика от Ренесанса до съвременността. Много са и премиерните изпълнения на хоровете под нейно диригентство, сред тях кантатно-ораториални творби от Джузепе По дел Финале (Кантата „Малкият Иисус“), Антон Брукнер (Messa in C), Александър Танев (Кантата „Пролетна приказка“ за 24-гласен детски хор), Бенгт Йохансон (Messa a quatro voci), Микис Теодоракис („Литургия за децата, убити във войните“ за троен хор a cappella), Александър Попов („Кантата за Априлското въстание“ за смесен хор и симфоничен оркестър), както и множество акапелни творби от съвременни български и чужди композитори: Дамян Мочник, Доменико Мария Стелла, Тодор Попов, Александър Текелиев, Александър Попов, Румен Байрактаров, Атанас Косев и много други.
Не един български композитор, между тях Иван Спасов, Александър Танев, Бенцион Елиезер, Владимир Панчев и др., създават и посвещават свои творби на Петя Павлович и специално на ръководения от нея в най-славните години от неговото съществуване Детски хор „Искра“ – Казанлък.

### Гастроли
Многобройни са гостуванията на нейните хорове в различни европейски страни: Германия, Гърция, Италия, Словения, Молдова, Русия, Унгария, Финландия, Чехословакия, Югославия, СССР.
Лауреатските звания и престижни награди от международни хорови конкурси:
- 1973 – Международните фестивали за детски хорове в Целие, Словения;
- 1978 – „Бела Барток“ – Дебрецен, Унгария, където Детския хор „Искра“ завоюва две първи награди със 100 точки от 100 възможни – прецедент в историята на този реномиран конкурс за съвременна музика; Хорът е световен вицешампион в конкурса „Нека пеят народите“ на БиБиСи – Лондон; златен медалист от Международния хоров конкурс – Варна;
- 1980 – конкурса „Гвидо д’Арецо“ – Арецо, Италия, където Смесен хор „Петко Стайнов“ е отличен с най-голям брой награди: специална награда за фолклор, купата на конкурса – за дамската формация на хора, а двата състава са удостоени с атестати за най-добро изпълнение на съвременна музика;
- 1981 – Майския хоров конкурс „Проф. Георги Димитров“ – Варна;
- 1994 – Първи международен хоров конкурс в Балатонфюред, Унгария, където детски хор „Искра“ завоюва второ място;
- и др.

У нас Петя Павлович участва периодично в концертите от „Панорама на българското хорово изкуство“ и в ежегодните Прегледи „Нова българска музика“, Републиканския фестивал на художествената самодейност – от 1969 до 1979 г., Международен фестивал за камерна музика „Златната Диана“ – Ямбол, Международен фестивал за източно-православна музика – София, Международни срещи на академичните хорове – Благоевград и в още много други хорови събития.

### Радио предавания
Петя Павлович е участник и водещ на самостоятелни музикални предавания по програма „Хоризонт“ и програма „Христо Ботев“ на БНР (1986 – 1992).

### Творчество
Има издадени две грамофонни плочи, както и дългосвиреща плоча „Кантата за Априлското въстание“, по повод на 100 годишнината от Априлското въстание, многобройни записи за БНР, компакт диск „С нами Бог“ с източно-православни песнопения в изпълнение на Камерна формация „Кантус“ при БНТ (1990).
Павлович е съавтор и на учебник по музика за 1-ви клас.